# جون بيترسن
جون بيترسن (بالإنجليزية: John Petersen)‏ هو موسيقي أمريكي، ولد في 8 يناير 1942 في بلدة روديارد في الولايات المتحدة، وتوفي في 11 نوفمبر 2007 في كاليفورنيا في الولايات المتحدة.

## وصلات خارجية
- جون بيترسن على موقع IMDb (الإنجليزية)
- جون بيترسن على موقع ميوزك برينز (الإنجليزية)
- جون بيترسن على موقع ديسكوغز (الإنجليزية)